# Norrsken Foundation
Norrsken Foundation är en svensk ideell stiftelse grundad 2016. Stiftelsen är baserad i Stockholm och grundades av Niklas Adalberth, en av grundarna av IT-företaget Klarna. Norrskens syfte är att stötta företag och organisationer som bedöms kunna ha positiv inverkan på samhället genom att arbeta med samhällsutmaningar som fattigdom, cancer, mental ohälsa eller klimatförändringar. Verksamheten har två inriktningar: en fond som investerar i företag med potential att göra världen till en bättre plats, samt kontorshotellet Norrsken House i centrala Stockholm, där över 450 entreprenörer från 130 startups arbetar.
Grundaren Niklas Adalberth har investerat drygt en miljard kronor av sitt privata kapital i stiftelsen. Den första investeringsfonden på 300 miljoner kronor fick uppbackning från flera framgångsrika entreprenörer som Sebastian Knutsson (King), Carl Manneh (Mojang) samt Filip Tysander (Daniel Wellington). Dessutom har Norrsken ingått partnerskap med bolag som Nordic Capital, SAS, Nordea, Coop, Leaps by Bayer och PWC.
I januari 2017 tillträdde Erik Engellau-Nilsson, tidigare kommunikationschef vid Klarna, som VD för Norrsken Foundation.
I maj 2018 meddelade Norrsken att de planerar att öppna flera hubbar utanför Sverige. I juni 2019 bekräftade de att första hubben utanför Sverige blir i Rwandas huvudstad Kigali.
I juni 2020 tillkännagavs att storbankerna Nordea och SEB samt EU, genom Europeiska Investeringsfonden EIF, valt att investera i Norrskens riskkapitalfond Norrsken VC. Bland tidigare investerare i Norrsken VC finns svenska statens Saminvest samt H&M-familjen Perssons Ramsbury Invest.